# ماریوش درنژک
ماریوش درنژک (لهستانی: Mariusz Drężek؛ زادهٔ ۷ ژوئیه ۱۹۷۲) بازیگر اهل لهستان است.
از فیلم‌ها یا مجموعه‌های تلویزیونی که وی در آن‌ها نقش داشته است، می‌توان به بدون پنهان‌کاری، فوریوزا، گوش آقای رئیس، خودِ زندگی، موج جرم و جنایت، نشانه‌گذاری‌شده، دستورالعمل زندگی، تاج پادشاهان، خانواده جایگزین، تشخیص، قانون حقیقی، دوستان، در خیابان سپولنی، دهن‌به‌دهن، هتل ۵۲، پدر متیو، پرستار کودک، کارآگاهان جنایی، ماگدا ام.،  اجاره‌نشین‌ها، ع چون عشق، جهان به روایت خانواده کیپسکی، افسانه‌ای باستانی: آن هنگام که خورشید ایزد بود و در خوشی و سختی اشاره نمود.